# Indasclera kusakabei
Indasclera kusakabei là một loài bọ cánh cứng trong họ Oedemeridae. Loài này được Akiyama miêu tả khoa học năm 2003.